# Antihistamin
Antihistamin (H1-blockerare) är en beteckning på ämnen vars egenskaper motverkar de histaminer som frigörs vid allergiska reaktioner, för att på så sätt eliminera symptom som rinnande och kliande ögon, nässelutslag, klåda, snuva med mera. Antihistaminerna gör detta genom att blockera histaminreceptorer (H1-receptorer). På grund av dessa egenskaper är antihistamin ett vanligt läkemedel vid allergi. Antihistamin används förutom av allergiker också av personer med Ménières sjukdom. Antihistaminer finns i flera olika former, såsom tabletter, kapslar, salvor, krämer, geler, vätskor, nässpray och ögondroppar.
Antihistaminer delas vanligtvis in i två kategorier: äldre antihistaminer som gör att man blir sömnig (till exempel klorfenamin, prometazin och hydroxizin) samt nyare antihistaminer (till exempel fexofenadin, loratadin och cetirizin). Äldre typer av antihistamin medförde ofta trötthet och dåsighet, men de nyare typerna saknar denna biverkning då de inte når det centrala nervsystemet. Alla typer av antihistamin påverkar dock det autonoma nervsystemet, vilket kan medföra biverkningar som till exempel hjärtklappning, hyperventilering med mera.
Inom forskningen finns inget direkt stöd för att en viss typ av antihistamin skulle vara bättre än någon annan vad gäller att lindra allergisymptom. För vissa individer kan vissa antihistaminer fungera bra, medan de fungerar sämre för andra. Generellt sett är den nyare typen av antihistaminer bättre, eftersom de inte gör användaren sömnig i samma utsträckning. Om symptomen påverkar sömnen kan dock antihistamin som gör användaren sömnig vara ett bättre val.
Antihistaminer kan även ges mot tillfällig sömnlöshet – till exempel Propavan och vid oro Atarax – för att motverka hjärtklappning eller oro på grund av de lätta biverkningarna som antihistaminer medför. Ingen risk finns för beroende.
Exempel på antihistaminer är:
- klemastin
- alimemazin
- prometazin
- meklozin
- hydroxizin
- cetirizin
- loratadin
- ebastin
- fexofenadin
- desloratadin